# تيري أندروود
تيري أندروود (بالإنجليزية: Terry Underwood)‏ هي ممرضة وكاتِبة أسترالية، ولدت في 19 ديسمبر 1944 في ألبوري في أستراليا.